# Salade russe
Ne doit pas être confondu avec Salade russe (Malmedy) ou Macédoine (cuisine).
 (septembre 2021).
Si vous disposez d'ouvrages ou d'articles de référence ou si vous connaissez des sites web de qualité traitant du thème abordé ici, merci de compléter l'article en donnant les références utiles à sa vérifiabilité et en les liant à la section « Notes et références ».
La salade Olivier (russe : Салат Оливье) est une salade composée d'une macédoine de légumes, de viandes, d'œufs durs et de sauce mayonnaise. Crée par le chef franco-belge Lucien Olivier en Russie, elle est appelée salade russe dans de nombreux pays, mais est nommée simplement macédoine en France.

## Histoire
Cette salade est inventée dans les années 1860 par Lucien Olivier, chef franco-belge du restaurant moscovite L'Ermitage, situé place Troubnaïa. Ce plat est rapidement très prisé par les habitués du lieu et sa renommée dépasse les limites du restaurant.
La recette exacte, — en particulier celle de l'habillage —, est le secret de Lucien Olivier, mais son assistant, Ivan Ivanov, parvient un jour à éloigner le chef de la cuisine et à noter la mise en place des aliments pour en déduire la composition du plat et de sa sauce.
Ivanov se fait alors engager comme chef dans un autre restaurant où il propose la stolitchnyï, une salade proche de celle d'Olivier, mais les gourmets notent que la sauce n'en est pas aussi bonne. On sait que celle d'Olivier était une sorte de mayonnaise, faite avec du vinaigre français, de la moutarde et de l'huile d'olive provençale, mais on n'en connaît pas les proportions exactes.
Ivanov vend sa recette à diverses maisons d'édition, ce qui contribue à sa vulgarisation. Les ingrédients rares, coûteux, saisonniers, ou difficiles à préparer, sont progressivement remplacés par des denrées moins chères et plus facilement accessibles, jusqu'à composer des recettes considérées aujourd'hui comme faciles à réaliser et peu chères. Cette simplification résulte notamment de la pénurie alimentaire due à la Révolution russe de 1917.
La salade russe fait partie des traditions culinaires russes. On la sert à l’occasion de toutes les grandes fêtes de famille, et particulièrement le Jour de l’an.

## Ingrédients
Depuis le milieu du XXe siècle, cette salade est généralement composée de légumes bouillis coupés en dés, refroidis et liés à la mayonnaise (comme une macédoine de légumes froide) : pommes de terre, cornichons, petits pois, carottes, oignons, œufs, auxquels s'ajoutent du saucisson de Bologne, ou de la viande bouillie, souvent du poulet, et surtout de la mayonnaise.
Dans certains restaurants, on la présente avec de la langue, de la saucisse, du homard…
En Espagne, elle se compose généralement de carottes, conserves de thon, œufs, pois, lanières de poivron rouge rôti, olives vertes, pommes de terre et mayonnaise.
La recette originale ne comportait pas de pomme de terre. 
Joseph Favre indique blancs de poulet, filets de perdreaux ou de gélinotte, jambon, rosbif ou filet de bœuf froid, truffes, filets d'anchois de Norvège et saumon fumé, dressés avec les légumes dans un moule à la russe.
Le Larousse gastronomique donne comme composition des légumes divers à la mayonnaise, langue, saucisson, champignons cuits, homard, truffes, le tout dressé en dôme, dans un moule chemisé de gelée, et décoré.
Pour le Dictionnaire de l'Académie des gastronomes, elle est composée de mayonnaise, de légumes, de homard, de langouste, de champignons, de saucisson, de langue, de truffes, d'anchois, de câpres, de cornichons, de concombres, etc.

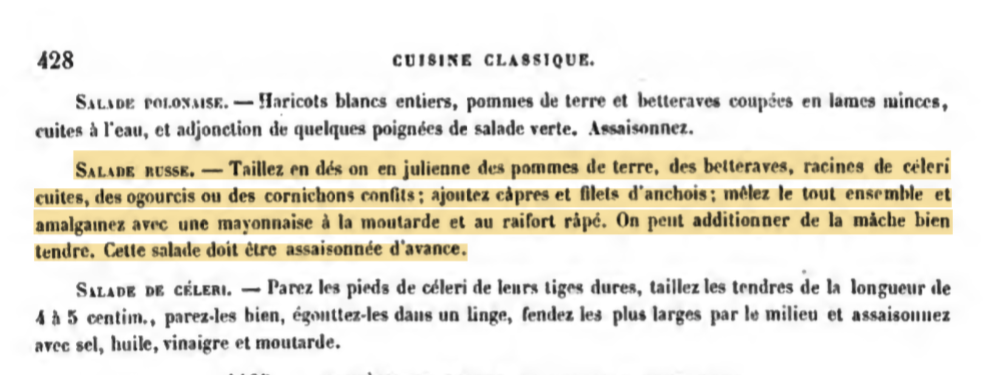
Recette d'Urbain Dubois (1856).

## Modification du nom sous l'influence de la politique
La renommée de cette salade atteint bien des pays et d'abord la France où se retrouvent de nombreux aristocrates russes ; hors-d'œuvre à la mode, la salade gagne l'Angleterre, l'Italie et l'Espagne où elle est largement consommée sous le nom d'ensaladilla rusa. Sous la dictature de Franco (1936-1975), les restrictions de libertés et les multiples interdictions n'épargnent pas la cuisine. Sous la pression des franquistes, le nom de la « salade russe », très populaire en Espagne, est modifié en « salade nationale ».
En Roumanie et Moldavie, elle est appelée salată de bœuf (le mot « bœuf » est en français dans le texte) : on n'y inclut pas d'œufs durs, ni de poisson ou de fruits de mer, mais des petits dés de viande (de bœuf, ou poulet, ou encore le plus fréquemment de porc) bouilli.